# انتخابات شوراهای اسلامی شهر و روستا (۱۳۸۵)
انتخابات سومین دوره شوراهای شهر و روستا در سراسر کشور، ۳ ماه زودتر از موعد همیشگی و همزمان با انتخابات مجلس خبرگان رهبری برگزار شد.
در این دوره از انتخابات، ۶ فهرست انتخاباتی متفاوت از نامزدهای انتخاباتی مطرح شد که عبارتند از:
- حامیان شهردار (ائتلاف اصولگرایان اصلاح طلب)
- ائتلاف بزرگ اصلاح طلبان: ائتلاف حزب اعتماد ملی (حامیان کروبی) و ائتلاف اصلاح طلبان (حامیان خاتمی)
- حامیان دولت (ائتلاف رایحه خوش خدمت)
- جبهه پیروان خط امام و رهبری
- ائتلاف یاران فردا
- ائتلاف شهر فردا

که سه ائتلاف انتخاباتی اخیر، عمدتاً، ترکیبی از نامزدهای سه ائتلاف انتخاباتی نخست هستند.

## تعداد اعضای اصلی و جانشین هر منطقه
براساس مصوبه مجلس شورای اسلامی و تأیید شورای نگهبان، به موجب مصوبه مجلس ایران، تعداد اعضای اصلی و علی‌البدل شورای شهر به شرح ذیل است:
| جمعیت          | اصلی | جانشین |
| -------------- | ---- | ------ |
| زیر ۵۰هزار     | ۵    | ۳      |
| ۵۰–۲۰۰هزار     | ۷    | ۴      |
| ۲۰۰–۱میلیون    | ۹    | ۵      |
| بیش از ۱میلیون | ۱۱   | ۵      |
| تهران          | ۱۵   | ۶      |